# 李树元
李树元（1916年—），男，辽宁黑山人，中华人民共和国眼科专家、政治人物，曾任内蒙古自治区政协副主席，第六届全国人大代表，第五、七、八届全国政协委员。